# Hudební léto Heřmanův Městec
Hudební léto v Heřmanově Městci v okrese Chrudim v Pardubickém kraji, je mezinárodní hudební festival, který probíhá od roku 2005 každé léto. Pořadatelem je Římskokatolická farnost Heřmanův Městec. V rámci festivalu zazní od června do srpna zpravidla šest koncertů, z nichž většina se odehrává v jedné z dominant města - v barokním kostele svatého Bartoloměje.

## O festivalu
Dramaturgie festivalu využívá atmosféru historických prostor barokního kostela a spojuje hudební zážitek s chrámovým prostředím. U zrodu iniciativy stál bývalý převor premonstrátského kláštera v Želivě Hroznata Pavel Adamec. Zpočátku šlo jen o cyklus koncertů, postupně ale vznikl festival, který si získává stále více příznivců. Rozšířila se také žánrová pestrost, takže některé koncerty jsou pořádány pod širým nebem v zámeckém parku nebo ve farní zahradě. Od roku 2008 je hlavním organizátorem Marek Výborný. Akci podporuje město Heřmanův Městec, Pardubický kraj a partneři festivalu.

## Interpreti
Žánrová pestrost Hudebního léta v Heřmanově Městci se promítá do širokého spektra interpretů z ČR i ze zahraničí. Příležitost dostávají zavedená tělesa i mladí umělci. Těžištěm koncertů je vážná hudba, prostor má však i jazz, moderní úpravy klasiky nebo romská hudba. Vystoupili zde například Schola Gregoriana Pragensis, Shinagawa junior string orchestra Tokyo, Philharmonia Octet Prague, Jiří Pavlica a Hradišťan, Vlasta Redl, Ondřej Havelka, studenti z Dánska, USA, Japonska, Číny či Islandu, romské děti z Chrudimska a Vysokomýtska se sborem Čhavorenge pod vedením Idy Kelarové nebo místní soubory, jako je pěvecký sbor Vlastislav, Vysokoškolský umělecký soubor Pardubice či Smíšený sbor Konzervatoře Pardubice.